# Delphinium barbeyi
Delphinium barbeyi là một loài thực vật có hoa trong họ Mao lương. Loài này được (Huth) Huth mô tả khoa học đầu tiên năm 1893.

## Hình ảnh

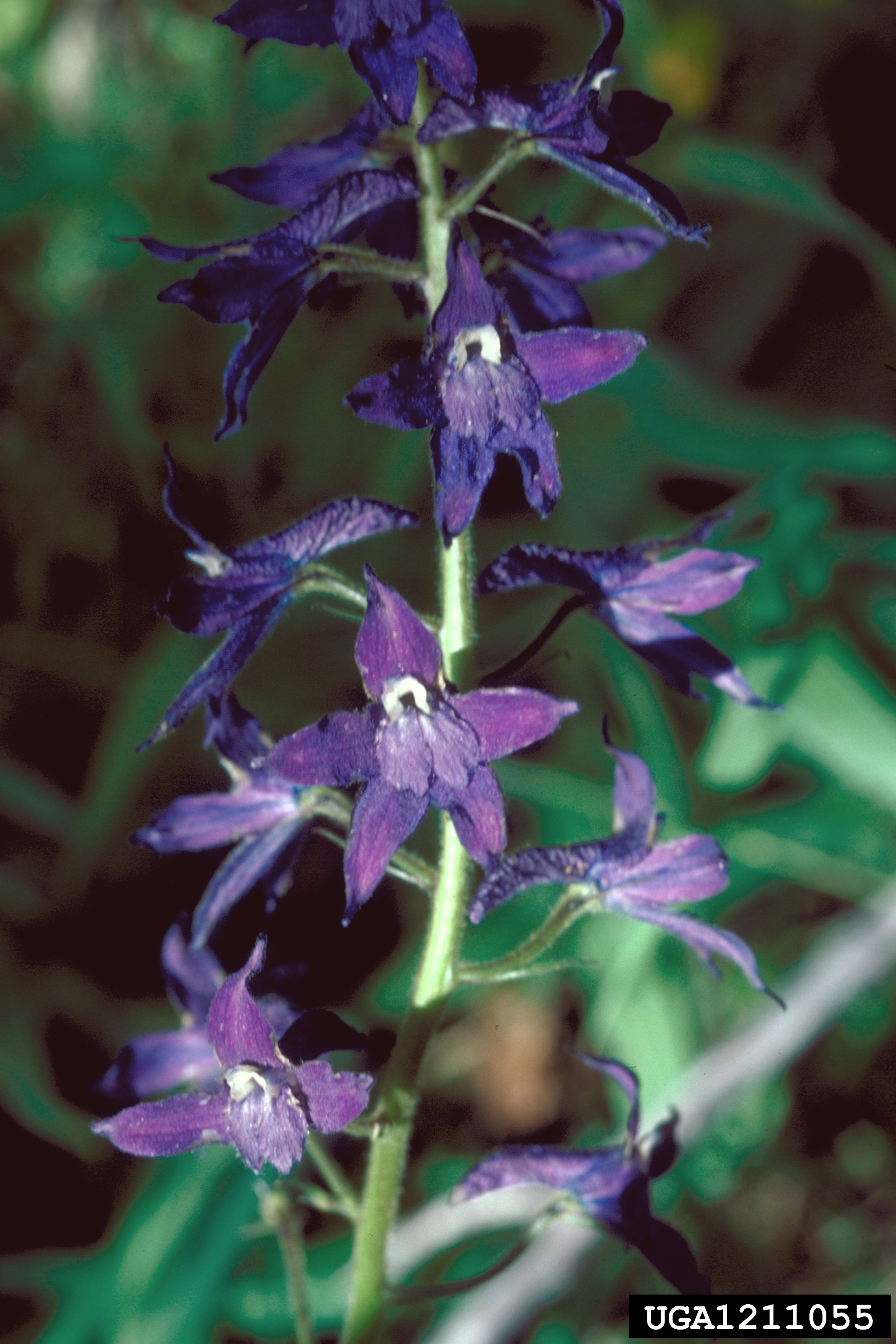